# 安德鲁·布莱克
安德鲁·布莱克（英語：Andrew Black，1971年1月22日—），澳大利亚男子赛艇运动员。他曾代表澳大利亚参加2000年和2001年世界赛艇锦标赛，其中2000年世界锦标赛获得男子轻量级八人单桨铜牌。